# Vespadelus darlingtoni
Vespadelus darlingtoni е вид прилеп от семейство Гладконоси прилепи (Vespertilionidae). Видът не е застрашен от изчезване.

## Разпространение и местообитание
Разпространен е в Австралия (Виктория, Лорд Хау, Нов Южен Уелс и Южна Австралия).
Обитава градски и гористи местности и долини.